# Mega Man Zero 4
Mega Man Zero 4, in Giappone Rockman Zero 4 (ロックマンゼロ4?, Rokkuman Zero 4), è il quarto episodio della serie di videogiochi Mega Man Zero, uscito nel 2005 per Game Boy Advance.

## Trama
In questo quarto episodio Zero dovrà combattere contro dei nuovi Reploidi , guidati da Weil. Nonostante la sconfitta di Omega, Weil rimane il tiranno che costringe Neo Arcadia in una dittatura col pugno di ferro.
I nuovi Reploidi saranno una nuova generazione creata dal malvagio Dr. Weil appositamente per distruggere Zero e il gruppo della scienziata ricercatrice umana Ciel. In questo gioco Zero e l'équipe scientifica di Ciel dovranno fermarsi vicino a un campo della resistenza umana. In questo insediamento, gli umani attribuiscono a Zero la colpa della loro disgrazia, in quanto sono stati costretti a fuggire Neo Arcadia per via dei desideri di dominio di Weil. 
Gli otto Reploidi, comandati da Craft, hanno il compito di distruggere Area Zero, il luogo dello schianto della colonia spaziale Eurasia durante gli eventi della serie Megaman X. Grazie ad un sistema ambientale, la natura, durante i decenni, ha lentamente ripreso parte della zona, dando per gli umani fuggitivi una speranza ed un luogo dove vivere. Weil vuole distruggere Area Zero con l'intento di costringere gli umani a rimanere sotto il suo comando.
Dopo aver distrutto gli otto Reploidi, Zero scopre che Craft, il comandante degli otto Reploidi, uniti sotto il nome di Einherjar, ha pianificato una ribellione, lanciando un laser orbitale, inteso originariamente come arma per distruggere Area Zero, direttamente su Neo Arcadia, con l'intento di uccidere Weil. 
Sfortunatamente, Weil non morì dall'impatto, in quanto, per i crimini da lui commessi, fu costretto in un corpo con aggiunte cibernetiche e capacità rigenerative, che non gli permettesse mai di morire, costringendolo a vagare per l'eternità nelle lande desolate e senza vita che lui stesso aveva creato.
Zero infine ritorna a bordo della stazione orbitale che alloggiava il laser, per sconfiggere Weil, che nel frattempo si era unito meccanicamente ai sistemi della stazione, costringendo Zero a distruggere l'intera stazione, e sacrificare la sua vita per assicurarsi che Weil non tornasse mai più. 

## Modalità di gioco

### Armi
Zero in questo gioco avrà una nuova arma, lo Zero Knuckle (Pugno Zero). Se si finisce un nemico con quest'arma, Zero otterrà un'arma il cui numero di usi varia a seconda del nemico, ma alcune armi sono infinite finché non si usa il pulsante Select per gettare l'arma. Lo Zero Buster (Pistola Zero). Quest'arma non cambia mai in nessun gioco di Megaman Zero, nemmeno in ZX, totalmente differente. L'arma consiste in una pistola posta al polso di Zero, in grado di sparare raffiche di energia o una sfera di energia se caricato. Un'altra arma presente in tutti i giochi è la Z-Saber(Zero Saber, ovvero Spada Zero). Se si carica il colpo, si crea un'onda d'urto potente o se si imposta il cyber-elfo, due colpi diversi (Onda d'Energia e Taglio Ascendente).

## Personaggi principali

### Zero
Il protagonista del gioco è Zero, il Reploide leggendario. Nel primo gioco di Megaman Zero, Ciel troverà il corpo di Zero senza vita, perciò gli infonde la vita del suo Cyber-elfo. Da quel momento, Zero viaggerà con Ciel per lottare contro i Maverick. Zero possiede un'armatura composta da una tuta nera e delle coperture rosa acceso e dal casco esce una coda di capelli biondi.Durante gli eventi di Megaman Zero 3, si scopre che in verità Zero è soltanto l'anima del Reploide leggendario, ed il suo corpo fu usato da Weil durante le Guerre degli Elfi, infondendogli una personalità violenta e distruttiva detta Omega.

### Ciel
Ciel è una scienziata ricercatrice umana che assiste Zero. La sua équipe è formata dalla piccola reploide Alouette, che si prende cura dei cyber-elfi; Cerveau, che si occupa di meccanica e tecnologia bellica e crea le armi di Zero; Hirondelle, l'informatore del gruppo, e il Reploide Rouge, che si occupa del teletrasporto di Zero in tutti i giochi a partire dal secondo .

### Neige
Neige è una giornalista umana che lavora nel campo della resistenza. Ha avuto una relazione col Reploide Craft. Avvisa Zero di non rivelare agli umani dell'insediamento la sua vera identità, in quanto loro ritengono che la morte di X sia dovuta a Zero, e quindi che essi siano costretti alla fuga per colpa sua

### Craft
Craft è un Reploid da battaglia armato di un fucile multiuso che spara proiettili, laser o delle grosse lame a scatto. Craft è vestito e creato per assomigliare ad un soldato umano. Lui dirige gli otto Reploidi dell'Einherjar nella loro missione per distruggere Area Zero.

## Einherjar
Il gruppo detto Einherjar è formato da otto Reploid, ognuno con una missione assegnata da Craft con l'intento principale di distruggere vari ecosistemi per ottenere risorse. Nella mitologia norrena, gli Einherjar sono i guerrieri morti eroicamente in battaglia, portati al Valhalla dalle valchirie. 

### Fenrir Lunaedge
Reploide somigliante a un lupo. Controlla l'elemento ghiaccio e crea copie di sé stesso con un soffio gelato, oltre a poter attaccare con le sue lame ghiacciate poste sulle zampe. Con tali lame potrà colpire direttamente, creare fendenti di ghiaccio per colpire a distanza, o appallottolarsi per diventare una sfera e iniziare a rimbalzare sui lati dello schermo. Il suo nome deriva da Fenrir, un lupo nella mitologia norrena, Luna, riferito all'immagine del lupo che ulula alla luna, ed Edge, sinonimo di lama. Il suo soprannome è Freezing War Wolf, il Lupo da Battaglia Gelido. La sua missione consisteva nel riattivare un laboratorio che conteneva esperimenti pericolosi sui Cyber-elfi, infatti dei Cyber-elfi viola si trovano in questo laboratorio, e sono in grado di infestare dei corpi Reploid caduti.

### Heat Genblem
Reploide somigliante ad una tartaruga. Controlla l'elemento fuoco e se si rifugia nel durissimo guscio può lanciare un raggio di calore seguito da fiamme potentissime, oltre a poter sputare fiamme ritraendo la testa, o caricare un forte uppercut ricoperto di fiamme, che spedirà il nemico dall'altra parte dello schermo. Il suo nome deriva da Heat, riferito al calore, Genbu, la leggendara tartaruga nera, ed Emblem, riferito al marchio a fuoco. Il suo soprannome è Phase Altering Sage of Death, il Saggio della Morte che altera le fasi. La sua missione consisteva nell'usare il suo corpo per manovrare un gigantesco cannone a particelle e mirarlo verso Area Zero, sparando periodicamente per distruggere l'ambiente circostante.

### Mino Magnus
Reploide somigliante ad un toro. Controlla il potere magnetico con la sua ascia. Può separarsi e ricomporsi in modo da colpire il nemico con un raggio magnetico che aumenta la forza di gravità, o creando una sfera magnetica che attrae a sé pezzi di metallo dal terreno. Nel caso il nemico non si sia fatto male con il metallo che fuoriesce dal suolo, tale sfera gli può venire scagliata contro. Il suo nome deriva da Mino, ovvero toro, e Magnus, per indicare che è il più massiccio membro dell'Einherjar, ma ricorda anche Minus e Magnet, ovvero il polo negativo delle calamite, e magnete. Il suo soprannome è Horn Fighting King of Dual Extremes, il Re Guerriero Cornuto dei Doppi Estremi. La sua missione consisteva nell'usare un gigantesco generatore magnetico per creare campi elettromagnetici con lo scopo di distruggere Area Zero.

### Noble Mandrago
Reploide simile a una pianta. Non ha un elemento assegnato, e se unisce le quattro gambe d'acciaio crea una trivella che usa per spostarsi sottoterra. Di solito appare dall'alto, per atterrare sul nemico o per colpirlo con un liquido marrone, che attira delle api robotiche finché non viene rimosso. Se viene sfidata sotto il sole, continua a rigenerarsi lentamente. Il suo nome deriva da Noble, nobile, e Mandrago, ovvero mandragora. Il suo soprannome è Tree Woman of the Collapsing Erosion, la Donna Albero dell'Erosione Collassante. La sua missione consisteva nell'usare nanomacchine per rovinare l'equilibro naturale, inducendo infertilità nel suolo, erosione, e crescita di piante anormali. 

### Pegasolta Eclair
Reploide somigliante ad un pegaso su 2 zampe. Controlla l'elemento tuono e può attaccare dall'alto usando le ali potentissime e le spade elettrificate al posto delle mani, sia attaccando direttamente o gettando colonne di energia elettrica sulle piattaforme dove Zero appoggia, e nel caso due di queste colonne affondano nel terreno, un forte arco di elettricità passa tra di loro. Il suo nome deriva da Pegaso, il cavallo alato della mitologia greca, solta somiglia a Volta (Volt) e Éclair, francese per tuono inoltre clair (sempre in francese) vuol dire chiaro. Il suo soprannome è Sky Running Divine Lance, la Lancia Divina che corre nel Cielo, e la sua missione consisteva nell'usare una fortezza volante per generare pioggia acida, che avrebbe distrutto ogni cosa intorno ad Area Zero. 

### Sol Titanion
Questa Reploide è simile ad una farfalla. Controlla l'elemento fuoco e può colpire dall'alto usando i getti di fuoco che usa per volare per creare dei fiori di fuoco. Oltre a ciò, è in grado di creare una sfera di fuoco che si schianta sul terreno in un'esplosione, o svolazza sullo schermo lasciando fiamme dietro di sé. Il suo nome deriva da Sol, riferito al sole e soul anima, e Titania, la regina della fate riferito inoltre alle sue grandi dimensioni. Il suo nome è anche detto Sol Titanian. Il suo soprannome è Butterfly Princess of Passionate Love, la Regina Farfalla dell'Amore Passionale. La sua missione consisteva nel rubare un sole artificiale, modificando e potenziando i suoi raggi fino a far diventare la zona colpita un deserto, con temperature insostenibili persino per I Reploidi. 

### Tech Kraken
Un Reploid marino simile a una seppia. Controlla l'elemento ghiaccio e può creare pozze di inchiostro velenoso che usa anche per teletrasportarsi e attaccare usando le braccia taglienti che si possono intrecciare. Può anche usare delle catene di sfere che rimbalzano sulle superfici ghiacciate, coprendo un'ampia zona. Oltre a ciò, Tech era un seguace di Hidden Phantom, distrutto da Zero nel primo capitolo della serie, e pensa a combattere Zero non come seguace di Weil, ma per vendicarsi della morte del suo maestro. Il suo nome deriva da Tech, forse ad indicare che ha una tecnologia avanzata per poter funzionare sott'acqua, e Kraken come la leggendaria creatura marina, e forse da ckracking: un fenomeno di corruzione/ danneggiamento dei programmi e per estensione ai reploidi/robot un avvelenamento. Il suo soprannome è Haunting Wail of the Deep, il Lamento delle Profondità che perseguita. La sua missione consisteva nell'usare una trivella sottomarina per causare terremoti, minacciando di distruggere Area Zero.

### Popla Cocapetri
Un Reploid somigliante a un uccello, e le sue capacità fanno pensare al basilisco. Il suo elemento è neutro, e i suoi attacchi si incentrano sul pietrificare Zero, o sollevare il suolo e usare uova esplosive, o in grado di spostarsi. Tra i nemici di questo capitolo, Popla sembra il più arrabbiato con Zero, perché si è ritenuto offeso dopo che Zero ha pensato che fosse un altro semplice scagnozzo. Il suo nome deriva da Cockatrice, l'ibrido tra gallo e serpente con l'abilità di pietrificare, e Petri, riferito a pietra. Il suo soprannome è Wise Snake with a Bird's eye view, il Saggio Serpente con la Vista da Uccello, e la sua missione consisteva nel penetrare in una città meccanizzata abbandonata, e usando un virus, riattivare i sistemi di sicurezza per usare la città come base operativa.